# Ginástica artística nos Jogos Olímpicos de Verão de 2020 - Individual geral masculino
A competição do individual geral masculino da ginástica artística nos Jogos Olímpicos de Verão de 2020 ocorreu em 24 e 28 de julho de 2021 no Centro de Ginástica de Ariake, em Tóquio. Um total de 66 ginastas de 30 Comitês Olímpicos Nacionais (CON) participaram do evento.
Daiki Hashimoto, do Japão, se tornou o campeão do individual geral mais jovem da história, aos 19 anos, ganhando sua primeira medalha olímpica individual e a segunda medalha olímpica no geral após a prata por equipes. Foi o terceiro ouro consecutivo para o Japão no individual geral masculino, depois das medalhas conquistadas por Kohei Uchimura em 2012 e 2016. O chinês Xiao Ruoteng conquistou a medalha de prata, no que foi sua primeira medalha olímpica individual (bronze por equipes dois dias antes). Nikita Nagornyy, medalhista de prata por equipes em 2016 e membro da equipe vencedora de 2020, levou o bronze. Foi a primeira de um ginasta russo no individual geral masculino desde que Alexei Nemov ganhou o ouro em 2000.

## Qualificação
Cada Comitê Olímpico Nacional (CON) poderia inscrever até seis ginastas: uma equipe de quatro e mais dois especialistas. As 12 equipes que se classificaram preencheram 48 vagas também para o individual geral, sendo as três primeiras equipes do Campeonato Mundial de 2018 (China, Rússia e Japão) e as nove primeiras equipes (excluindo as já qualificadas) do Campeonato Mundial de 2019 (Ucrânia, Grã-Bretanha, Suíça, Estados Unidos, Taipé Chinês, Coreia do Sul, Brasil, Espanha e Alemanha).
As vagas restantes foram atribuídas individualmente. Cada ginasta poderia ganhar apenas uma vaga, sendo alguns dos eventos individuais abertos a ginastas de CONs com equipes qualificadas, enquanto outros não. Essas vagas foram preenchidas por meio de diversos critérios baseados no Campeonato Mundial de 2019, nas séries da Copa do Mundo, campeonatos continentais, país sede e convite da Comissão Tripartite.
A pandemia de COVID-19 atrasou muitos dos eventos de qualificação para a ginástica. Os Campeonatos Mundiais de 2018 e 2019 foram concluídos no prazo, mas muitos dos eventos da série da Copa do Mundo foram adiados para 2021.

## Formato
Os 24 primeiros classificados na fase qualificatória (limite de dois por CON) avançam para a final geral. Os finalistas realizam um exercício adicional em cada aparelho. As pontuações obtidas na qualificação não são consideradas para a final e são atribuídas seguindo o código da Federação Internacional de Ginástica.

## Calendário
Horário local (UTC+9)
| Data        | Horário | Rodada         | Subdivisão   |
| ----------- | ------- | -------------- | ------------ |
| 24 de julho | 10:00   | Qualificatória | Subdivisão 1 |
| 24 de julho | 14:30   | Qualificatória | Subdivisão 2 |
| 24 de julho | 19:30   | Qualificatória | Subdivisão 3 |
| 28 de julho | 19:15   | Final          | Final        |

## Medalhistas
| Ouro   | JPN Daiki Hashimoto |
| Prata  | CHN Xiao Ruoteng    |
| Bronze | ROC Nikita Nagornyy |

## Resultados

### Qualificatória
Os ginastas que ficaram entre os vinte e quatro primeiros classificaram-se para a final. Como apenas dois ginastas por CON poderiam avançar para a final, caso um deles estivessem entre os vinte e quatro primeiros não estariam elegíveis para a final, com a vaga indo para o próximo ginasta na classificação.
| Pos. | Ginasta                  |        |        |        |        |        |        | Total  | Notas |
| ---- | ------------------------ | ------ | ------ | ------ | ------ | ------ | ------ | ------ | ----- |
| 1    | JPN Daiki Hashimoto      | 14.700 | 14.766 | 13.866 | 14.866 | 15.300 | 15.033 | 88.531 | Q     |
| 2    | ROC Nikita Nagornyy      | 15.066 | 14.366 | 14.333 | 14.700 | 14.966 | 14.466 | 87.897 | Q     |
| 3    | CHN Xiao Ruoteng         | 14.866 | 14.300 | 14.200 | 14.700 | 15.400 | 14.266 | 87.732 | Q     |
| 4    | CHN Sun Wei              | 14.333 | 14.833 | 14.233 | 14.766 | 15.133 | 14.000 | 87.298 | Q     |
| 5    | GBR Joe Fraser           | 14.066 | 14.666 | 14.400 | 13.833 | 15.400 | 13.933 | 86.298 | Q     |
| 6    | ROC Artur Dalaloyan      | 13.700 | 13.800 | 14.500 | 14.658 | 15.233 | 14.033 | 85.957 | Q     |
| 7    | JPN Takeru Kitazono      | 14.666 | 13.916 | 13.333 | 14.700 | 14.900 | 14.433 | 85.948 | Q     |
| 8    | TUR Ahmet Önder          | 14.600 | 13.333 | 14.366 | 14.333 | 15.200 | 13.833 | 85.665 | Q     |
| 9    | JPN Kazuma Kaya          | 13.933 | 14.833 | 14.366 | 13.200 | 15.100 | 14.033 | 85.465 |       |
| 10   | ROC David Belyavskiy     | 12.933 | 14.733 | 14.000 | 14.300 | 15.325 | 14.066 | 85.324 |       |
| 11   | USA Brody Malone         | 13.666 | 13.733 | 14.200 | 14.533 | 14.633 | 14.533 | 85.298 | Q     |
| 12   | CHN Lin Chaopan          | 13.966 | 14.100 | 13.433 | 14.666 | 14.733 | 14.200 | 85.098 |       |
| 13   | JPN Wataru Tanigawa      | 14.466 | 13.833 | 14.300 | 13.666 | 15.241 | 13.400 | 84.906 |       |
| 14   | USA Sam Mikulak          | 14.466 | 13.900 | 13.866 | 14.133 | 15.433 | 12.866 | 84.664 | Q     |
| 15   | TUR Adem Asil            | 14.033 | 12.400 | 14.800 | 15.100 | 14.091 | 14.100 | 84.524 | Q     |
| 16   | GBR James Hall           | 13.866 | 14.100 | 13.733 | 14.333 | 14.333 | 14.066 | 84.431 | Q     |
| 17   | TPE Lee Chih-kai         | 14.200 | 15.266 | 13.033 | 14.500 | 14.233 | 13.100 | 84.332 | Q     |
| 18   | BRA Caio Souza           | 13.966 | 13.400 | 14.333 | 14.600 | 14.533 | 13.466 | 84.298 | Q     |
| 19   | USA Yul Moldauer         | 14.866 | 14.233 | 14.033 | 14.133 | 13.900 | 12.933 | 84.098 |       |
| 20   | GER Lukas Dauser         | 13.766 | 13.666 | 13.533 | 13.600 | 15.733 | 13.433 | 83.731 | Q     |
| 21   | USA Shane Wiskus         | 14.733 | 13.366 | 13.866 | 13.000 | 14.700 | 13.700 | 83.365 |       |
| 22   | TPE Tang Chia-hung       | 14.333 | 13.000 | 13.833 | 14.400 | 13.966 | 13.400 | 82.932 | Q     |
| 23   | GBR Giarnni Regini-Moran | 14.666 | 12.166 | 13.366 | 14.600 | 14.933 | 13.100 | 82.831 |       |
| 24   | UKR Petro Pakhnyuk       | 13.566 | 12.866 | 13.466 | 14.100 | 15.333 | 13.400 | 82.731 | Q     |
| 25   | KAZ Milad Karimi         | 14.766 | 11.900 | 13.300 | 14.433 | 13.400 | 14.766 | 82.565 | Q     |
| 26   | SUI Benjamin Gischard    | 14.266 | 13.833 | 13.333 | 14.166 | 13.800 | 13.100 | 82.498 | Q     |
| 27   | GER Philipp Herder       | 13.733 | 13.233 | 13.333 | 14.533 | 14.500 | 13.100 | 82.432 | Q     |
| 28   | KOR Lee Jun-ho           | 13.733 | 12.900 | 13.700 | 14.433 | 14.266 | 13.366 | 82.398 | Q     |
| 29   | ROC Aleksandr Kartsev    | 13.733 | 13.500 | 13.633 | 14.533 | 14.900 | 12.000 | 82.299 |       |
| 30   | GER Andreas Toba         | 12.833 | 13.700 | 13.733 | 14.000 | 14.100 | 13.800 | 82.166 |       |
| 31   | SUI Eddy Yusof           | 13.500 | 12.466 | 13.533 | 14.333 | 14.700 | 13.366 | 81.898 | Q     |
| 32   | GER Nils Dunkel          | 12.933 | 14.133 | 13.600 | 13.533 | 14.433 | 13.000 | 81.632 |       |
| 33   | SUI Christian Baumann    | 13.833 | 12.700 | 13.766 | 13.566 | 15.200 | 12.566 | 81.631 |       |
| 34   | UKR Illia Kovtun         | 12.866 | 13.666 | 12.833 | 13.816 | 14.700 | 13.700 | 81.581 | Q     |
| 35   | SUI Pablo Brägger        | 14.133 | 13.566 | 13.466 | 12.733 | 15.066 | 12.600 | 81.564 |       |
| 36   | BRA Diogo Soares         | 14.200 | 12.800 | 13.133 | 14.066 | 13.900 | 13.233 | 81.332 | Q     |
| 37   | ESP Joel Plata           | 13.500 | 13.433 | 13.300 | 13.966 | 14.633 | 12.466 | 81.298 | R1    |
| 38   | ITA Ludovico Edalli      | 13.733 | 13.600 | 13.333 | 13.666 | 13.166 | 13.733 | 81.231 | R2    |
| 39   | KOR Kim Han-sol          | 14.900 | 11.833 | 13.600 | 14.233 | 13.666 | 12.800 | 81.032 | R3    |
| 40   | MEX Daniel Corral        | 13.200 | 13.266 | 13.366 | 13.933 | 14.033 | 13.100 | 80.898 | R4    |

### Final
A final foi disputada em 28 de julho de 2021, com os classificados competindo em cada aparelho e as notas sendo somadas para dar a pontuação final.
| Pos.              | Ginasta               |        |        |        |        |        |        | Total  |
| ----------------- | --------------------- | ------ | ------ | ------ | ------ | ------ | ------ | ------ |
| Medalha de ouro   | JPN Daiki Hashimoto   | 14.833 | 15.166 | 13.533 | 14.700 | 15.300 | 14.933 | 88.465 |
| Medalha de prata  | CHN Xiao Ruoteng      | 14.700 | 14.700 | 14.533 | 14.700 | 15.366 | 14.066 | 88.065 |
| Medalha de bronze | ROC Nikita Nagornyy   | 14.433 | 14.266 | 14.666 | 14.900 | 15.400 | 14.366 | 88.031 |
| 4                 | CHN Sun Wei           | 14.500 | 14.966 | 14.066 | 14.900 | 14.966 | 14.400 | 87.798 |
| 5                 | JPN Takeru Kitazono   | 14.566 | 14.500 | 13.500 | 14.666 | 15.066 | 14.400 | 86.698 |
| 6                 | ROC Artur Dalaloyan   | 14.050 | 13.900 | 14.666 | 14.466 | 15.033 | 14.133 | 86.248 |
| 7                 | TPE Tang Chia-hung    | 14.366 | 13.333 | 14.100 | 14.433 | 13.800 | 14.766 | 84.798 |
| 8                 | GBR James Hall        | 14.466 | 13.433 | 13.966 | 14.300 | 14.433 | 14.000 | 84.598 |
| 9                 | GBR Joe Fraser        | 14.100 | 13.300 | 14.433 | 13.133 | 15.133 | 14.400 | 84.499 |
| 10                | USA Brody Malone      | 14.300 | 14.100 | 13.833 | 14.366 | 13.466 | 14.400 | 84.465 |
| 11                | UKR Illia Kovtun      | 14.133 | 14.266 | 13.133 | 13.833 | 14.666 | 13.766 | 83.797 |
| 12                | USA Sam Mikulak       | 12.933 | 13.566 | 13.533 | 14.533 | 14.966 | 13.633 | 83.164 |
| 13                | SUI Benjamin Gischard | 14.300 | 13.666 | 13.433 | 14.300 | 13.700 | 13.333 | 82.732 |
| 14                | KAZ Milad Karimi      | 15.033 | 13.266 | 12.866 | 14.066 | 13.966 | 13.333 | 82.530 |
| 15                | TUR Adem Asil         | 14.300 | 13.166 | 13.700 | 15.133 | 12.600 | 13.600 | 82.499 |
| 16                | SUI Eddy Yusof        | 13.800 | 13.866 | 13.300 | 13.033 | 14.533 | 13.200 | 81.732 |
| 17                | BRA Caio Souza        | 12.933 | 12.133 | 14.500 | 14.200 | 14.500 | 13.266 | 81.532 |
| 18                | GER Lukas Dauser      | 13.533 | 13.566 | 13.325 | 13.433 | 15.400 | 12.033 | 81.290 |
| 19                | UKR Petro Pakhniuk    | 13.900 | 13.633 | 13.200 | 14.233 | 13.266 | 13.033 | 81.265 |
| 20                | BRA Diogo Soares      | 14.133 | 12.833 | 13.233 | 13.833 | 13.700 | 13.466 | 81.198 |
| 21                | TPE Lee Chih-kai      | 14.400 | 12.666 | 12.733 | 14.400 | 13.900 | 12.600 | 80.699 |
| 22                | KOR Lee Jun-ho        | 13.966 | 12.766 | 13.466 | 13.800 | 14.166 | 12.300 | 80.464 |
| 23                | GER Philipp Herder    | 13.133 | 12.100 | 12.833 | 13.666 | 14.000 | 12.833 | 78.565 |
| –                 | TUR Ahmet Önder       | –      | 12.900 | 13.866 | 14.333 | –      | –      | DNF    |